# Ärztliche Mission
Ärztliche Mission (englisch Medical Evangelism) bezeichnet die christliche missionarische Methode, durch sanitäre und medizinische Angebote kontakte zu Menschen zu knüpfen. Durch weitere Kontakte sollen Menschen zum Religionswechsel bewegt werden.
Ziel ist es, Menschen ihre Lebensgrundlage zu erhalten oder zu verbessern und ihnen das Evangelium zu vermitteln.

## Geschichte
Ärztliche Mission entwickelte sich aus anfangs rein evangelistischer Mission. Missionare kamen immer sehr schnell mit Menschen aus benachteiligten Bevölkerungsschichten in Berührung. Aus christlicher Nächstenliebe und oft auch aus Sorge um die neubekehrten Christen, die häufig ihre sozialen Netzwerke verließen, um sich den Missionaren anzuschließen, erwuchs die Notwendigkeit, ganz praktisch zu helfen. Die westliche Perspektive auf die „armen Heiden“ wirkte verstärkend auf ein humanitäre Ausrichtung von Missionaren.
Hudson Taylor bereitete sich durch ein Medizinstudium auf seine Arbeit in China vor und die gefährlichen Krankheiten, die eine Vielzahl von Missionaren erleiden mussten, wirkte auch zurück in die Heimatländer. Paul Lechler und Eugen Liebendörfer gründeten Ende 1898 einen Verein für Ärztliche Mission als Hilfsorganisation der Basler Mission. Erste Erfahrungen wurden in Sawyerpuram gesammelt. Nach weiteren Gesprächen und Diskussion wurde 1906 mit dem Deutschen Institut für Ärztliche Mission (DIfÄM) ein eigenes deutsches Institut ins Leben gerufen. Nach englischem Vorbild sollten ausreisende Ärzte und Pflegekräfte sowie Theologen der Missionsgesellschaften auf ihren Auslandsaufenthalt vorbereitet und in Tropenmedizin ausgebildet bzw. ihnen medizinisches Basiswissen zu vermittelt werden. Aus den spezialisierten Krankenstationen der Missionsgesellschaften entwickelten sich die Tropenkliniken wie zum Beispiel die Tropenklinik Paul-Lechler-Krankenhaus.
Im deutschen Sprachraum hat sich die „Ärztliche Mission“ großenteils vom evangelistischen Ansatz getrennt und kämpft darum, gleichwohl auf der Basis Christlicher Werte, die Lebenssituationen von Menschen zu verbessern. Bekannteste Beispiele dafür sind die Christoffel-Blindenmission und die Arbeit von Ruth Pfau.
Im englischen Sprachraum wird „Medical Evangelism“ noch selbstverständlich als Zweig der evangelistischen Missionsarbeit, z. B. im Rahmen von so genannten „Zeltmacher-Programmen“ durchgeführt. Ein Nebeneffekt ist oft, dass Missionare, die als Ärzte tätig sind, finanziell unabhängiger sind.
Mit den Nilpferd-Geschichten von Paul White erfuhr diese Missionsmethode sogar eine literarische Verewigung.

## Theologische Grundlagen
Das älteste Vorbild für ärztliche Mission im Zusammenhang mit christlicher Propaganda findet sich in der Bibel. Schon die Propheten des alten Testaments (2 Kön 5,LUT ) benutzten Heilungen, um Gottes Macht zu beweisen. Von Jesus selbst sind die verschiedensten Heilungsgeschichten überliefert und in (Mt 10,1-7 ) werden die Jünger ausgesandt mit dem Auftrag zu Heilen. Diese Tendenz zieht sich durch, die Apostelgeschichte erzählt verschiedene Heilungen der Jünger, wobei es sich meist um Geistheilung handelt und auch die Heiligenliteratur ist voll von Heilungsgeschichten.
Eine wörtliche Auslegung der Bergpredigt zwingt förmlich zu tätiger Nächstenliebe, von daher waren in der katholischen Kirche bestimmte Orden immer affin gegenüber  der Pflege von Kranken, darunter die Franziskaner und die Missionarinnen der Nächstenliebe.
Die orthodoxen Kirchen verehren in diesem Zusammenhang vor allem die Anargyri.

## Zeitschriften
- Hermann Feldmann (Hrsg.): Die ärztliche Mission. Blätter zur Förderung der deutschen missionsärztlichen Bestrebungen. Jahrgang 6–8. 1911–1913. Zugleich Organ des Deutschen Instituts für ärztliche Mission und der deutschen Vereine für ärztliche Mission. Gebundene Ausgabe. Bertelsmann 1911.